# Letland op de Olympische Zomerspelen 2000
Letland nam deel aan de Olympische Zomerspelen 2000 in Sydney, Australië. Er werden 3 medaille gewonnen waaronder voor het eerst een gouden

## Medailleoverzicht
| Sport      | Olympiër(s)        | Onderdeel             | Medaille |
| ---------- | ------------------ | --------------------- | -------- |
| Gymnastiek | Igors Vihrovs      | vloer (m)             | Goud     |
| Atletiek   | Aigars Fadejevs    | 50km snelwandelen (m) | Zilver   |
| Judo       | Vsevolods Zeļonijs | -60kg (m)             | Brons    |

## Deelnemers en resultaten

### Atletiek
| Olympiër                  | Discipline            | Resultaat | Prestatie                                                                      |
| ------------------------- | --------------------- | --------- | ------------------------------------------------------------------------------ |
| Viktors Lācis             | 800m (m)              | 18e       | serie 7: 3de in 1.46,94 halve finale 3: 6de in 1.47,24                         |
| Staņislavs Olijars        | 110m horden (m)       | 11e       | serie 1: 2de in 13,56 kwartfinale 4: 3de in 13,34 halve finale 2: 6de in 13,50 |
| Aigars Fadejevs           | 20km snelwandelen (m) | 14e       | 1:22.43                                                                        |
| Māris Putenis             | 20km snelwandelen (m) | DSQ       | gediskwalificeerd                                                              |
| Uģis Brūvelis             | 50km snelwandelen (m) | 35e       | 4:11.41                                                                        |
| Aigars Fadejevs           | 50km snelwandelen (m) | Zilver    | 3:43.40                                                                        |
| Modris Liepiņš            | 50km snelwandelen (m) | 9e        | 3:48.36                                                                        |
| Voldemārs Lūsis           | speerwerpen (m)       | 18e       | kwalificatie groep A: 11de met 80,08m                                          |
| Ēriks Rags                | speerwerpen (m)       | 26e       | kwalificatie groep B: 12de met 75,75m                                          |
|                           |                       |           |                                                                                |
| Irina Latve               | 800m (v)              | 29e       | serie 4: 6de in 2.06,05                                                        |
| Jeļena Čelnova-Prokopčuka | 5000m (v)             | 9e        | serie 3: 4de in 15.09,45 finale: 9de in 14.55,46                               |
| Jeļena Čelnova-Prokopčuka | 10000m (v)            | 19e       | serie 1: 8ste in 32.32,87 finale: 19de in 32.17,72                             |
| Anita Trumpe              | 100m horden (v)       | 33e       | serie 4: 7de in 13,77                                                          |
| Irēna Žauna               | 400m horden (v)       | 23e       | serie 4: 5de in 57,79                                                          |
| Jolanta Dukure            | 20km snelwandelen (v) | 30e       | 1:36.54                                                                        |
| Anita Liepiņa             | 20km snelwandelen (v) | 37e       | 1:39.17                                                                        |
| Valentīna Gotovska        | verspringen (v)       | 19e       | kwalificatie groep B: 9de met 6,47m                                            |
| Līga Kļaviņa              | hoogspringen (v)      | DNF       | kwalificatie groep A: geen geldige poging                                      |
| Inga Kožarenoka           | speerwerpen (v)       | 30e       | kwalificatie groep B: 15de met 53,83m                                          |

### Gewichtheffen
| Olympiër           | Discipline | Resultaat | Prestatie                                                      |
| ------------------ | ---------- | --------- | -------------------------------------------------------------- |
| Sergejs Lazovskis  | -94kg (m)  | 18e       | trekken: 18de met 155kg stoten: 16de met 200kg totaal: 355kg   |
| Raimonds Bergmanis | +105kg (m) | DNF       | trekken: geen geldige poging                                   |
| Viktors Ščerbatihs | +105kg (m) | 6e        | trekken: 5de met 202,5kg stoten: 6de met 250kg totaal: 452,5kg |

### Gymnastiek
| Olympiër      | Discipline | Resultaat | Prestatie                                                        |
| ------------- | ---------- | --------- | ---------------------------------------------------------------- |
| Igors Vihrovs | vloer (m)  | Goud      | kwalificatie: 4de met 9,662 punten finale: 1ste met 9,812 punten |

### Judo
| Olympiër           | Discipline | Resultaat | Prestatie |
| ------------------ | ---------- | --------- | --- |
| Vsevolods Zeļonijs | -73kg (m)  | Brons     | 1ste ronde: vrij 2de ronde: W van HAI Laraque: ippon 3de ronde: W van UZB Shturbabin: ippon kwartfinale: V van ITA Maddaloni: yuko herkansingen: W van TUN Moussa: ippon herkansingen 2: W van KOR Kheder: ippon bronzen finale: V van KOR Choi: ippon |

### Kanovaren
| Olympiër             | Discipline    | Resultaat | Prestatie                                                                      |
| -------------------- | ------------- | --------- | ------------------------------------------------------------------------------ |
| Jefimijs Klementjevs | C-1 1000m (m) | 7e        | serie 1: 4de in 3.58,840 halve finale: 2de in 4.01,300 finale: 7de in 4.00,931 |

### Moderne vijfkamp
| Olympiër          | Discipline | Resultaat | Prestatie   |
| ----------------- | ---------- | --------- | ----------- |
| Deniss Čerkovskis | mannen     | 18e       | 4903 punten |
|                   |            |           |             |
| Jeļena Rubļevska  | vrouwen    | 8e        | 505 punten  |

### Roeien
| Olympiër         | Discipline | Resultaat | Prestatie                  |
| ---------------- | ---------- | --------- | -------------------------- |
| Andris Reinholds | mannen     | DSQ       | gediskwalificeerd (doping) |

### Schermen
| Olympiër         | Discipline | Resultaat | Prestatie |
| ---------------- | ---------- | --------- | --- |
| Jūlija Vansoviča | degen (v)  | 16e       | 1ste ronde: W van CHI Bravo: 15-5 2de ronde: W van HUN Szalay-Horváth: 15-13 3de ronde: V van HUN Nagy: 10-15 |

### Schietsport
| Olympiër          | Discipline              | Resultaat | Prestatie                                                                |
| ----------------- | ----------------------- | --------- | ------------------------------------------------------------------------ |
| Afanasijs Kuzmins | 25m snelvuurpistool (m) | 8e        | kwalificatie: 6de met 585 punten (290-295) finale: 8ste met 681,3 punten |
| Boriss Timofejevs | skeet (m)               | 12e       | kwalificatie: 12de met 122 punten (74-48)                                |

### Wielersport
| Olympiër                                  | Discipline       | Resultaat | Prestatie |
| Baan                                      | Baan             | Baan      | Baan |
| ----------------------------------------- | ---------------- | --------- | --- |
| Viesturs Bērziņš                          | sprint (m)       | 10e       | kwalificatie: 5de in 10,343 serie 5: W van JPN Ota: 11,008 2de ronde serie 5: V van GER van Eijden herkansingen: 2de 9-12de plek: 2de |
| Gvido Miezis                              | tijdrit (m)      | 16e       | 1.08,113 |
| Ainārs Ķiksis                             | keirin (m)       | DNF       | 1ste ronde: niet gefinist herkansingen: 1ste 2de ronde: niet gefinisht                                                                |
| Viesturs Bērziņš Ainārs Ķiksis Ivo Lakučs | teamsprint (m)   | 8e        | kwalificatie: 6de in 45,589 serie 2: V van Australië: 46,625                                                                          |
| Baan                                      |                  |           | |
| Raivis Belohvoščiks                       | tijdrit (m)      | 15e       | 59.57 |
| Dainis Ozols                              | tijdrit (m)      | 21e       | 1:00.46 |
| Raivis Belohvoščiks                       | wegwedstrijd (m) | DNF       | niet gefinisht |
| Andris Naudužs                            | wegwedstrijd (m) | DNF       | niet gefinisht |
| Dainis Ozols                              | wegwedstrijd (m) | DNF       | niet gefinisht |
| Arvis Piziks                              | wegwedstrijd (m) | 22e       | 5:30.46 |
| Andris Reiss                              | 81e              | 5:42.01   | |

### Worstelen
| Olympiër         | Discipline  | Resultaat   | Prestatie                                                                         |
| Vrije stijl      | Vrije stijl | Vrije stijl | Vrije stijl                                                                       |
| ---------------- | ----------- | ----------- | --------------------------------------------------------------------------------- |
| Igors Samušonoks | -85kg (m)   | 11e         | groep 5: 3de V van CAN Abdou: 2-3 V van CUB Romero: 0-3 W van KAZ Kurugliyev: 7-6 |

### Zeilen
| Olympiër           | Discipline  | Resultaat | Prestatie                                       |
| ------------------ | ----------- | --------- | ----------------------------------------------- |
| Vita Matīse        | mistral (v) | 22e       | 170 punten: (18-19-17-22-20-13-23-18-20-24-23)) |
| Žaklīna Litauniece | europe (v)  | 27e       | 218 punten: (24-26-27)-26-24-20-24-25-24-25-26) |

### Zwemmen
| Olympiër            | Discipline           | Resultaat | Prestatie                    |
| ------------------- | -------------------- | --------- | ---------------------------- |
| Valērijs Kalmikovs  | 100m schoolslag (m)  | 34e       | serie 4: 1ste in 1.04,02     |
| Valērijs Kalmikovs  | 200m schoolslag (m)  | 19e       | serie 4: 3de in 2.16,21 (NR) |
| Artūrs Jakovļevs    | 100m vlinderslag (m) | 56e       | serie 1: 4de in 56,63        |
| Valērijs Kalmikovs  | 200m wisselslag (m)  | 24e       | serie 4: 2de in 2.04,18      |
|                     |                      |           |                              |
| Agnese Ozoliņa      | 50m vrije slag (v)   | 44e       | serie 5: 2de in 27,28        |
| Agnese Ozoliņa      | 100m vrije slag (v)  | 45e       | serie 2: 8ste in 59,28       |
| Margarita Kalmikova | 200m schoolslag (v)  | 28e       | serie 2: 4de in 2.35,69      |

Albanië · Algerije · Amerikaanse Maagdeneilanden · Amerikaans-Samoa · Andorra · Angola · Antigua en Barbuda · Argentinië · Armenië · Aruba · Australië · Azerbeidzjan · Bahama's · Bahrein · Bangladesh · Barbados · België · Belize · Benin · Bermuda · Bhutan · Bolivia · Bosnië en Herzegovina · Botswana · Brazilië · Britse Maagdeneilanden · Brunei · Bulgarije · Burkina Faso · Burundi · Cambodja · Canada · Centraal-Afrikaanse Republiek · Chili · China · Chinees Taipei · Colombia · Comoren · Congo-Brazzaville · Congo-Kinshasa · Cookeilanden · Costa Rica · Cuba · Cyprus · Denemarken · Djibouti · Dominica · Dominicaanse Republiek · Duitsland · Ecuador · Egypte · El Salvador · Equatoriaal-Guinea · Eritrea · Estland · Ethiopië · Fiji · Filipijnen · Finland · Frankrijk · Gabon · Gambia · Georgië · Ghana · Grenada · Griekenland · Groot-Brittannië · Guam · Guatemala · Guinee · Guinee‑Bissau · Guyana · Haïti · Honduras · Hongarije · Hongkong · Ierland · IJsland · India · Indonesië · Irak · Iran · Israël · Italië · Ivoorkust · Jamaica · Japan · Jemen · Joegoslavië · Jordanië · Kaaimaneilanden · Kaapverdië · Kameroen · Kazachstan · Kenia · Kirgizië · Koeweit · Kroatië · Laos · Lesotho · Letland · Libanon · Liberia · Libië · Liechtenstein · Litouwen · Luxemburg · Macedonië · Madagaskar · Malawi · Malediven · Maleisië · Mali · Malta · Marokko · Mauritanië · Mauritius · Mexico · Micronesië · Moldavië · Monaco · Mongolië · Mozambique · Myanmar · Namibië · Nauru · Nederland · Nederlandse Antillen · Nepal · Nicaragua · Nieuw-Zeeland · Niger · Nigeria · Noord-Korea · Noorwegen · Oeganda · Oekraïne · Oezbekistan · Oman · Oostenrijk · Pakistan · Palau · Palestina · Panama · Papoea-Nieuw-Guinea · Paraguay · Peru · Polen · Portugal · Puerto Rico · Qatar · Roemenië · Rusland · Rwanda · Saint Kitts en Nevis · Saint Lucia · Saint Vincent en Grenadines · Salomonseilanden · Samoa · San Marino ·  Sao Tomé en Principe · Saoedi-Arabië · Senegal · Seychellen · Sierra Leone · Singapore · Slovenië · Slowakije · Soedan · Somalië · Spanje · Sri Lanka · Suriname · Swaziland · Syrië · Tadzjikistan · Tanzania · Thailand · Togo · Tonga · Trinidad en Tobago · Tsjaad · Tsjechië · Tunesië · Turkije · Turkmenistan · Uruguay · Vanuatu · Venezuela · Verenigde Arabische Emiraten · Verenigde Staten · Vietnam · Wit-Rusland · Zambia · Zimbabwe · Zuid-Afrika · Zuid-Korea · Zweden · Zwitserland · Individuele olympische atleten